# Johanna Manninen
Johanna Katriina Manninen (née le 4 avril 1980 à Seinäjoki) est une athlète finlandaise spécialiste du sprint. 

## Biographie

### Palmarès
| Date | Compétition                   | Lieu        | Résultat | Épreuve   | Performance |
| ---- | ----------------------------- | ----------- | -------- | --------- | ----------- |
| 1995 | Championnats d'Europe juniors | Nyíregyháza | 6e       | 200 m     | 24 s 50     |
| 1996 | Championnats du monde juniors | Sydney      | 8e       | 200 m     | 23 s 89     |
| 1997 | Championnats d'Europe juniors | Ljubljana   | 1re      | 100 m     | 11 s 39     |
| 1997 | Championnats d'Europe juniors | Ljubljana   | 3e       | 200 m     | 23 s 43     |
| 1998 | Championnats du monde juniors | Annecy      | 4e       | 200 m     | 23 s 68     |
| 1999 | Championnats d'Europe juniors | Riga        | 2e       | 100 m     | 11 s 47     |
| 1999 | Championnats d'Europe juniors | Riga        | 2e       | 200 m     | 23 s 26     |
| 1999 | Championnats d'Europe juniors | Riga        | 2e       | 4 x 100 m | 44 s 40     |
| 2001 | Championnats d'Europe espoirs | Amsterdam   | 3e       | 100 m     | 11 s 61     |
| 2001 | Championnats d'Europe espoirs | Amsterdam   | 1re      | 200 m     | 23 s 30     |
| 2001 | Championnats d'Europe espoirs | Amsterdam   | 3e       | 4 x 100 m | 44 s 76     |
| 2007 | Universiade                   | Bangkok     | 1re      | 100 m     | 11 s 46     |
| 2007 | Universiade                   | Bangkok     | 1re      | 4 x 100 m | 43 s 48     |

### Records
| Épreuve    | Performance | Lieu     | Date         |
| ---------- | ----------- | -------- | ------------ |
| 100 mètres | 11 s 27     | Vaasa    | 23 juin 2007 |
| 200 mètres | 22 s 93     | Edmonton | 8 août 2001  |